# Concrescência
Concrescência consiste na união de órgãos ou parte de órgãos contíguos. Pode ocorrer com vários órgãos, bem como no caso de dentes vizinhos já formados que se fundem, antes ou depois da sua erupção, através do cemento.